# Zethera diloris
Zethera diloris är en fjärilsart som beskrevs av Hans Fruhstorfer 1909. Zethera diloris ingår i släktet Zethera och familjen praktfjärilar. Inga underarter finns listade i Catalogue of Life.